# Rajd Madery 1995
Rajd Madery 1995 (36. Rali Vinho da Madeira) – 36. edycja rajdu samochodowego Rajd Madery rozgrywanego we Portugalii. Rozgrywany był od 3 do 5 sierpnia 1995 roku. Była to trzydziesta trzecia runda Rajdowych Mistrzostw Europy w roku 1995 (rajd miał najwyższy współczynnik – 20) oraz szósta runda Rajdowych Mistrzostw Portugalii.

## Klasyfikacja rajdu
| Miejsce                            | Kierowca                     | Pilot                        | Samochód                        | Czas                         | Strata                       |                              |
| Klasyfikacja generalna i ERC       | Klasyfikacja generalna i ERC | Klasyfikacja generalna i ERC | Klasyfikacja generalna i ERC    | Klasyfikacja generalna i ERC | Klasyfikacja generalna i ERC | Klasyfikacja generalna i ERC |
| ---------------------------------- | ---------------------------- | ---------------------------- | ------------------------------- | ---------------------------- | ---------------------------- | ---------------------------- |
| 1.                                 | Piero Liatti                 | Alessandro Alessandrini      | Subaru Impreza 555              | 3:21:50                      | 0.0                          |                              |
| 2.                                 | Gustavo Trelles              | Jorge Del Buono              | Subaru Impreza 555              | 3:26:21                      | +4:31                        |                              |
| 3.                                 | José Carlos Macedo           | Miguel Borges                | Renault Clio Maxi               | 3:27:25                      | +5:35                        |                              |
| 4.                                 | Fabrizio Tabaton             | Maurizio Imerito             | Toyota Celica GT-Four (ST205)   | 3:27:29                      | +5:39                        |                              |
| 5.                                 | Sergio Pianezzola            | Dino Zanatta                 | Toyota Celica Turbo 4WD (ST185) | 3:28:08                      | +6:18                        |                              |
| 6.                                 | Jorge Bica                   | João Sena                    | Lancia Delta HF Integrale       | 3:28:47                      | +6:57                        |                              |
| 7.                                 | Yves Loubet                  | Jean-Marc Andrié             | Lancia Delta HF Integrale       | 3:31:10                      | +9:20                        |                              |
| 8.                                 | Fernando Peres               | Ricardo Caldeira             | Ford Escort RS Cosworth         | 3:32:47                      | +10:57                       |                              |
| 9.                                 | Américo Campos               | António Castro               | Volkswagen Golf III GTi 16V     | 3:36:11                      | +14:21                       |                              |
| 10.                                | Rui Conceição                | Luís Gonçalves               | Ford Escort RS Cosworth         | 3:36:52                      | +15:02                       |                              |
| Klasyfikacja mistrzostw Portugalii |                              |                              |                                 |                              |                              |                              |
| 1.                                 | José Carlos Macedo           | Miguel Borges                | Renault Clio Maxi               | 3:27:25                      | 0:00                         |                              |
| 2.                                 | Jorge Bica                   | João Sena                    | Lancia Delta HF Integrale       | 3:28:47                      | +1:22                        |                              |
| 3.                                 | Fernando Peres               | Ricardo Caldeira             | Ford Escort RS Cosworth         | 3:32:47                      | +5:22                        |                              |
| 4.                                 | Américo Campos               | António Castro               | Volkswagen Golf III GTi 16V     | 3:36:11                      | +8:46                        |                              |
| 5.                                 | Rui Conceição                | Luís Gonçalves               | Ford Escort RS Cosworth         | 3:36:52                      | +9:27                        |                              |